# Mirror's Edge Catalyst
Mirror's Edge Catalyst (укр. Дзеркальна Межа: Каталізатор) — відеогра в жанрі пригодницького бойовика і платформера від першої особи, розроблена компанією DICE під видавництвом Electronic Arts для ПК, PlayStation 4, Xbox One і macOS. Є перезапуском гри Mirror's Edge 2008 року. Дебютний анонс відбувся на E3 2013. Реліз відбувся 7 червня 2016 року.
Mirror's Edge Catalyst отримала змішані відгуки від критиків після релізу, при цьому більшість рецензентів хвалили вільний ігровий процес і візуальні ефекти, але критикували історію і бій.

## Ігровий процес
Mirror's Edge Catalyst є пригодницькою грою від першої особи, в якій гравець бере на себе управління персонажем на ім'я Фейт Коннорс з футуристичного міста під назвою Glass (Дзеркало). Як і в оригінальному Mirror's Edge, гравці переміщаються містом, використовуючи принципи індустріального туризму і паркур, щоб проходити місії та уникати ворогів або битися з ними. Гравці також можуть використовувати об'єкти довкілля, як-от зіплайни та виступи, а також обладнання, що містить магнітний абордажний гак і Деактиватор, для переміщення будівлями, вимкнення певних систем (як-от великі вентилятори або камери відеоспостереження) і допомоги Фейт під час бою. Коли гравці відмічають ціль на своїй карті, активується «зір втікача» Фейт, і деякі елементи декорацій автоматично виділяються червоним кольором. Вони діють як допоміжні елементи, щоб привести гравців до їхньої мети. Використання рівнів і прямолінійного ігрового процесу, виявленого в першому Mirror's Edge, було замінено на середовище з відкритим світом і вільним пересуванням. Це дає гравцям більше свободи в проходженні, дозволяючи використовувати кілька шляхів для досягнення мети. На додаток до сюжетної місії, представлено побічні заходи, такі як випробування на час, перегони і головоломки з використанням елементів оточення. Крім того, по всьому світу можна знайти предмети, так звані Витоки Мережі, які можуть збирати гравці.
Бойова механіка гри отримала капітальний ремонт, і була розроблена нова бойова система, оскільки в грі велика увага приділяється стилю проходження. Крім того, хоча вона і використовувалася в попередній грі зі значними обмеженнями, Mirror's Edge Catalyst повністю виключив використання зброї гравцем, зосередивши увагу на бігових і паркур-рухах Фейт, і швидких атаках ближнього бою, щоб знищувати ворогів або ухилятися від них. Фейт накопичує концентрацію, поки біжить. За достатньої концентрації вона може ухилятися від куль ворогів. За словами Сари Янссон, старшого продюсера гри, битви і бойові дії є розширенням ігрових рухів, а не окремим набором. Коли Фейт виконує добивальний удар, гра перемикається на перспективу від третьої особи.
Mirror's Edge Catalyst містить кілька багатокористувацьких функцій, які DICE називає Social Play. У той час як у грі немає багатокористувацького режиму в реальному часі або змагального режиму, у грі є асинхронний багатокористувацький режим, у якому дії гравця в грі можуть впливати на світ для ігор інших гравців. Серед них знаходяться Змагання, які, на відміну від гри 2008 року, не зумовлені DICE. Замість цього маршрути між контрольними точками можуть бути створені будь-яким гравцем, внаслідок чого інші можуть змагатися з ним у вільний час і проходити їх ще швидше. Гравці також можуть розміщувати Емітери Місцеположення для відстеження іншими гравцями, така дослідницька діяльність схожа на геокешинг.

## Сюжет

### Сетинг
Дія гри розгортається в антиутопічному футуристичному місті Дзеркал, місті-вітрині нації Каскадія, керованому тоталітарною корпоратократією. Каскадне суспільство сильно стратифіковане, більшість громадян працюють у корпораціях і під'єднані до Мережі, величезної системи соціального спостереження, яка в цифровій формі з'єднує все і всіх у містах на кшталт Дзеркала. Корпорації таємно готуються запустити проєкт під назвою «Відображення», щоб контролювати населення через Мережу.
Так звані «ті, що біжать», вільні кур'єри, що володіють навичками паркуру, відмовляються бути під'єднаними до мережі і живуть на дахах, заробляючи на життя прихованими послугами з доставки, уникаючи при цьому корпоративного огляду. Гра зосереджена навколо втікачки на ім'я Фейт, і її зусилля допомагають іншим втікачам повалити корпоративний уряд і зупинити Відображення.

### Сценарій
Фейт Коннорс виходить із в'язниці і зустрічається з іншим втікачем, Ікаром, а також з лідером втікачів, Ноєм, який виростив Фейт після смерті її батьків. Під час збору даних у штаб-квартирі Елізіуму Фейт відступає від замовлення і отримує цінний жорсткий диск, але її бачить Габріель Крюгер, генеральний директор Kruger Security або K-Sec. Їй вдається втекти, і вона має намір використати вміст диска, щоб погасити свій борг перед Догеном, босом чорного ринку, який забезпечив Фейт фальшивий профіль особистості під час її арешту. Ной сердиться на Фейт за те, що вона зв'язалася з Крюгером, але каже їй, що їй потрібно дізнатися, що знаходиться на диску, щоб торгуватися з ним. Фейт приносить диск до Пластик, талановитої хакерки, яка каже їй, що диск містить креслення надсекретного проєкту, відомого як «Відображення».
Тим часом K-Sec жорстко розправляється з тими, хто втікає, через дії Фейт в Елізіумі. Поки Ікар і Фейт відсутні, вони організовують рейд на лігво втікачів і захоплюють або вбивають усіх присутніх. Фейт та Ікар, яким нікуди йти, вирушають до Ребекки Тейн, лідера Чорного листопада, бойового руху опору, що має намір знищити Конгломерат силою. Повстанці влаштували засідку, щоб захопити високопоставленого командира K-Sec, якого вони мають намір обміняти на своїх захоплених солдатів. Місія проходить успішно, і виявляється, що захоплений офіцер - Ізабель Крюгер, дочка і особистий охоронець Габріеля Крюгера.
Фейт просить, щоб Пластик проникла в сервери K-Sec і зібрала інформацію про Ізабель, яка виявляється Кейтлін «Кет» Коннорс, сестрою Фейт, яку вважали померлою. Габріель Крюгер виростив її як свою прийомну доньку, сказавши, що Фейт було вбито разом з іншими членами її сім'ї. Фейт мчить назад у підземний штаб Чорного листопада, де Тейн готується стратити Ізабель, щоб відправити її батькові повідомлення. Хоча Ізабель, схоже, не пам'ятає, хто така Фейт, та переконує Тейн залишити її в живих.
Ізабель розповідає Фейт, що Ной усе ще може бути живий, перебуваючи в місці під назвою Царство. Досягнувши його, Фейт рятує групу вчених із Рефлексії, яких затримали K-Sec за те, що «ставили занадто багато запитань». Провідний науковець Елін Маера пояснює, що «Віддзеркалення» включає ін'єкцію населенню нанітів, якими можна дистанційно керувати, щоб регулювати думки та емоції. Елін також згадує, що алгоритм, який пізніше дозволив створити Відображення, винайшла мати Фейт, Еріка. Фейт знаходить Ноя, який зазнав експериментів із дослідним зразком Віддзеркалення, але занадто пізно, щоб запобігти його смерті. Тим часом у штаб-квартирі Чорного листопада заколотники потрапили в засідку K-Sec, поки транспортували Ізабель над землею. Ікару та повстанцям вводять наніти Відображення.
Фейт продовжує згадувати, як Габріель Крюгер убив її батьків, які хотіли вийти з проєкту «Відображення». Коли Фейт і Кет рятувалися втечею, була кинута газова граната, внаслідок чого Кет задихнулася і втратила свідомість. Фейт була змушена кинути її.
Пластик і Елін працюють разом над створенням вірусу, щоб раз і назавжди відключити Відображення. Для цього їм потрібно посвідчення особи Габріеля Крюгера, яке Фейт отримує, взламавши його приватну квартиру. Звідти вона стає свідком потужного вибуху в Уламку, найвищій будівлі в усьому Дзеркалі. Фейт все ще потрібно зійти на саму вершину Уламка, який містить мовну антену, але зараз нестабільний, щоб активувати вірус. На вершині їй протистоїть Габріель, який захищає своє рішення запустити Віддзеркалення, кажучи, що наніти - це ліки, розроблені для того, щоб підтримувати функціонування легень Ізабель, що мають хронічну хворобу, у стані, придатному для життя, і що проєкт спрямований на виживання, а не на контроль.
До них приєднується Ізабель, яка намагається зупинити вірус, але занадто пізно. Вони б'ються на вертолітному майданчику, і Ізабель звинувачує Фейт у тому, що вона залишила її вмирати, а Фейт намагається нагадати Ізабель про те, хто вона насправді. Габріель Крюгер з'являється на гелікоптері і благає Ізабель, яка вагається, йти з ним. Уламок починає руйнуватися, і Габріель випадає з вертольота. Фейт сповзає до краю вертолітного майданчика, але Ізабель ловить її. Чуючи, що Габріель кличе свою доньку врятувати його, Ізабель пояснює Фейт, що вона «мусить», і тікає в його напрямку. Однак, коли гелікоптер знову здіймається і відлітає, у ньому стоїть тільки Ізабель, а Габріеля ніде не видно.
В епілозі, в новинах повідомляється, що Ізабель тепер змінить свого зниклого батька на посаді генерального директора Kruger Security. Незважаючи на те, що населення не піднімало повстань, Фейт успішно відключила запуск «Відображення», тим самим захистивши людей від контролю Конгломерату.

## Розробка
Нова гра Mirror's Edge була офіційно представлена в червні 2013 року на прес-заході Electronic Arts на виставці Electronic Entertainment Expo 2013. Вона вийшла для PlayStation 4, Windows та Xbox One у Північній Америці 7 червня 2016 року, а в Європі - 9 червня. Незабаром після цього було оголошено, що гра є приквелом Mirror's Edge, що розповідає про походження Фейт, і використовує рушій Frostbite, а не Unreal Engine, який використовувався в першій грі. Однак пізніше Сара Янссон заявила, що гра не розглядається ні як перезавантаження, ні як приквел. Electronic Arts також підтвердила у 2013 році, що гра буде «пригодницьким екшеном у відкритому світі». За словами генерального директора DICE Карла Магнуса Троєдссона, гра зосереджується на механіці бою від першої особи, що базується на механіці пересування від першої особи, яка була присутня в першій грі. Оскільки гра має вільно переміщуване середовище, система бачення бігуна з першої гри була повністю перероблена, щоб адаптувати її до цієї структури. Зір бігуна в Catalyst може прораховувати шлях гравців до їхніх цілей або контрольних точок.
Вдруге гра була представлена на виставці E3 у червні 2014 року, і було коротко показано прототип гри. Mirror's Edge Catalyst має більш різноманітний геймплей для Фейт і Бігунів, де вони виконують більш важливу функцію, ніж у першій грі. У січні 2014 року письменниця Ріанна Пратчетт оголосила у Твіттері, що вона не братиме участі у створенні нової гри, як і більша частина оригінальної команди. Було підтверджено, що Mirror's Edge має заплановану дату виходу 23 лютого 2016 року, перш ніж її було відкладено.
Назва Mirror's Edge Catalyst була офіційно оголошена в червні 2015 року перед виставкою E3 2015; продукт-менеджер DICE Сара Янссон підтвердила, що гра не є сиквелом, але заглибиться в минуле Фейт, розширюючи при цьому досвід оригінальної гри з видом від першої особи. 15 червня на виставці E3, а пізніше на YouTube-каналі Mirror's Edge, DICE випустила новий трейлер Mirror's Edge Catalyst, який розкриває елементи сюжетної лінії та оточення гри. Було підтверджено, що гра матиме відкритий світ, а Фейт більше не зможе користуватися зброєю.
30 вересня 2015 року було оголошено, що композитор саундтреку до оригінальної Mirror's Edge, Solar Fields, знову писатиме для Catalyst. Він співпрацював з шотландським синті-поп гуртом Chvrches, щоб створити оригінальну пісню для саундтреку гри під назвою «Warning Call».
29 жовтня 2015 року було оголошено, що вихід гри відкладено до 24 травня 2016 року, щоб дати додатковий час на розробку і щоб DICE змогла вдосконалити ігровий процес проходження. 21 квітня 2016 року було оголошено, що реліз гри відкладено до 7 червня 2016 року, щоб оптимізувати та вдосконалити Social Play. Разом з основною грою було випущено колекційне видання гри. Воно включало фігурку Фейт, сталеву книгу, літографію, тимчасові татуювання та коробку для зберігання.
Комікс-приквел Mirror's Edge: Exordium, що веде до сюжетної лінії Mirror's Edge Catalyst, був опублікований 9 вересня 2015 року видавництвом Dark Horse Comics. У травні 2016 року компанія Endemol Shine North America оголосила, що продюсує телевізійне шоу за мотивами франшизи Mirror's Edge. Однак відтоді про це нічого не було сказано.

## Сприйняття
Гра стала другою найбільш продаваною роздрібною грою у Великій Британії за перший тиждень після релізу, поступившись лише Overwatch. На другому тижні релізу гра стала шостою найбільш продаваною роздрібною грою тижня.
Згідно з даними сайту Metacritic, Mirror's Edge Catalyst отримала «змішані або середні» відгуки від критиків. Кріс Картер з Destructoid дав позитивну оцінку грі, високо оцінивши акцент на геймплеї у відкритому світі, сказавши, що гра «прибиває» дослідження і паркурні рухи. Він вважає, що оскільки геймплей в цілому цікавий, гравці можуть проводити нескінченну кількість часу, блукаючи ігровим світом. Картер також назвав загальний візуальний ряд «прекрасним» і відчув, що дизайн середовища допомагає створити світ, який сповнений життя. Однак Картеру не сподобався сюжет, оскільки він був передбачуваним і з неприємними другорядними персонажами, але він сказав, що це можна пробачити, оскільки гравці можуть ігнорувати його і зосередитися на аспектах ігрового процесу.
Спенсер Кемпбелл назвав систему пересування позитивним моментом, а бойову механіку - негативним, і завершив свій огляд для Electronic Gaming Monthly словами: «Ядро гри побудоване на системі пересування, а коли справа доходить до бою, ви, швидше за все, захочете втекти: Mirror's Edge Catalyst має сильне ядро, побудоване на системі пересування, але коли настає час робити щось інше, ніж бігти з точки А в точку Б, ви, ймовірно, будете більш схильні до втечі».
Бен Рівз з Game Informer підсумував свій огляд так: «Оригінальна Mirror's Edge - це недооцінена перлина минулого покоління, але навіть затятим фанатам буде важко відшукати діаманти в цій шорсткості». Рівзу не сподобався дизайн оточення гри, він назвав його «безплідним» і «неживим», розкритикував ближній бій за те, що він нагадує рутинну роботу, заявив, що саундтреку бракує визначальних характеристик, назвав основну історію «поспішною», а побічний контент - «нудним».
Пітер Парас з Game Revolution назвав оточення гри «чудовим» і «унікальним», високо оцінив велику кількість контенту і похвалив візуальне оформлення сцен. Однак, на його думку, геймплей був «інтуїтивно незрозумілим» і «незграбним», а історія і персонажі йому не сподобалися. Парас також зіткнувся з деякими технічними проблемами, вважав, що анімація персонажів була «поганою», і сказав, що дизайн меню був «дивним».
Скотт Баттерворт з GameSpot особливо похвалив механіку пересування, сказавши, що вона незмінно вражала його протягом усієї гри і компенсувала різні недоліки, з якими він зіткнувся. Баттерворту також сподобалося різноманітне поєднання побічного контенту, а дослідження відкритого світу він назвав «корисним». Основні критичні зауваження Баттерворта стосувалися «посереднього» сюжету та «незграбних» боїв.
Леон Херлі з GamesRadar+ заявив: «Mirror's Edge Catalyst - цікава гра з сильними ідеями, але їй не вистачає різноманітності». Херлі похвалив візуальну складову, але назвав бої «жахливими». Райан МакКафрі для IGN підсумував свою рецензію наступним чином: «Повернення Mirror's Edge в деяких аспектах блищить, але в кінцевому підсумку є розчаруванням». МакКефрі похвалив користувацький контент і паркур-геймплей, але розкритикував історію і персонажів, а також «нерівномірний» бій і непослідовний візуальний ряд.
Артур Гіс з Polygon писав: «Гадаю, більшість гравців із задоволенням перебігатимуть від побічної місії до доставки до вузла сітки і назад, задовольняючись тим, що Mirror's Edge завжди робила найкраще: постійно рухатися вперед і вгору. І як тільки ви зможете зосередитися на цьому, Mirror's Edge Catalyst стане недосконалою, але часто чудовим подихом чогось нового і захопливого в ландшафті відкритого світу, повному того ж самого старого».